# Lausige Zeiten
Lausige Zeiten ist das zehnte Studioalbum des deutschen Sängers Marius Müller-Westernhagen. Es erschien am 21. Februar 1986 bei WEA Records.

## Entstehung
Lausige Zeiten wurde mit Lothar Meid im Inner Space Studio, Weilerswist, produziert und aufgenommen, außer Wir sitzen alle in einem Boot, das in Conny’s Studio, Wolperath, produziert und aufgenommen wurde. In letzterem Studio wurde das Album auch mit Dieter Krauthausen und René Tinner abgemischt. In das Jahr 1986 fielen für Westernhagen einige Veränderungen, so die Trennung von seiner Freundin Katrin Schaake. Auch war das Album die letzte Produktion mit Lothar Meid. Meid zeichnete für die Programmierung von Linn Drum, Yamaha DX-7, PPG Wave 22, Korg DW 8000, Emulator 2, Commodore sowie die Synthesizer-Arrangements verantwortlich und spielte auch den Bass. Die Gitarre spielte Rüdiger Elze, das Saxofon spielte Christian Schneider.

## Titelliste
1. Lausige Zeiten – 3:00
2. Wir sitzen alle in einem Boot – 4:18
3. Es tut weh – 4:06
4. Berlin – 3:28
5. Mir ist so heiß – 4:45
6. Kannst Du mir vertrauen – 3:02
7. Kein Gefühl – 5:41
8. Sonntagskind – 2:46
9. Schrei – 3:22
10. Tanz mit mir – 5:12

## Rezeption

### Charts und Chartplatzierungen
Lausige Zeiten stieg am 10. März 1986 auf Rang 50 der deutschen Albumcharts ein. Seine beste Platzierung erreichte es zwei Wochen später mit Rang 18 in der Chartwoche vom 24. März 1986. Das Album konnte sich zehn Wochen in den Charts platzieren, letztmals in der Chartwoche vom 12. Mai 1986.
Für Westernhagen avancierte Lausige Zeiten zum achten Chartalbum in Deutschland.
| ChartsChartplatzierungen | Höchstplatzierung | Wochen |
| ------------------------ | ----------------- | ------ |
| Deutschland (GfK)        | 18 (10 Wo.)       | 10     |